# Winnetou

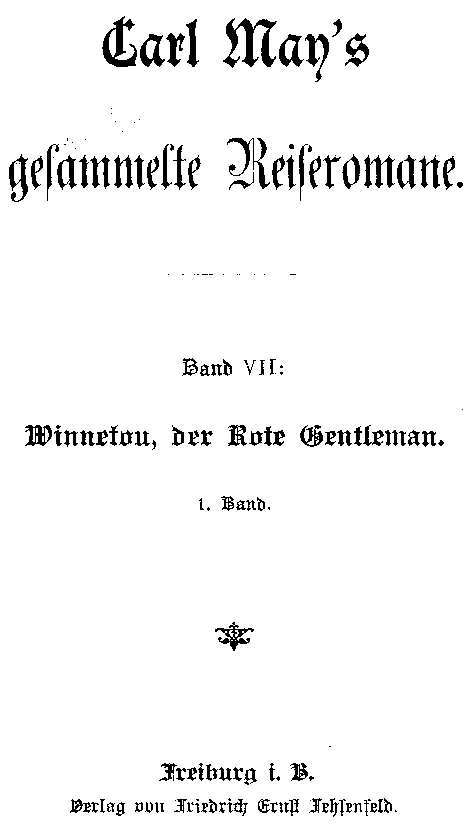
Titelpagina van het boek Winnetou (ca. 1893).

Winnetou is een van de bekendste fictieve indianen. Hij is een personage uit de verhalen van Karl May, waarin ook Old Shatterhand en Old Firehand een grote rol spelen.
In de verhalen is Winnetou het opperhoofd der Apachen (een indianenstam). Hij komt met Old Shatterhand in aanraking als laatstgenoemde landmetingen verricht voor de aanleg van een spoorbaan voor het vurig ros. Winnetou beschouwt Old Shatterhand in eerste instantie als zijn vijand, maar andersom is dit niet het geval. Old Shatterhand redt de indiaan meerdere keren het leven en de twee sluiten een bloedbroederschap.
Samen beleven zij nog veel avonturen.

## Films met Winnetou
Van 1962 tot 1969 zijn elf avonturenfilms opgenomen met Pierre Brice en Lex Barker in de hoofdrollen. De opnames vonden plaats op verscheidene locaties in Kroatië, zoals de gebergtes Velebit, Dinara en Mosor, de natuurparken Nationaal Park Paklenica en het Nationaal Park Plitvicemeren, het Vransko-meer en de rivieren Cetina, Zrmanja en Krka. De Duitse producenten Horst Wendlandt en Artur Brauner verfilmden een aantal Karl May-boeken in het Europese ‘wilde westen’:
- Der Schatz im Silbersee (1962) - Regie: Dr. Harald Reinl
- Winnetou 1. Teil (1963) - Regie: Dr. Harald Reinl
- Old Shatterhand (1964) - Regie: Hugo Fregonese
- Winnetou 2. Teil (1964) - Regie: Dr. Harald Reinl
- Unter Geiern (1964) - Regie: Alfred Vohrer
- Der Ölprinz (1965) - Regie: Harald Philipp
- Winnetou 3. Teil (1965) - Regie: Dr. Harald Reinl
- Old Surehand 1. Teil (1965) - Regie: Alfred Vohrer
- Winnetou und das Halbblut Apanatschi (1966) - Regie: Harald Philipp
- Winnetou und sein Freund Old Firehand (1966) - Regie: Alfred Vohrer
- Winnetou und Shatterhand im Tal der Toten (1968) - Regie: Dr. Harald Reinl

In 2016 is voor de kerstperiode door de commerciële Duitse RTL een drietal nieuwe verfilmingen gemaakt onder de verzamelnaam Der Mythos lebt. Winnetou wordt door de Albanese acteur Nik Xhelialay gespeeld en Old Shatterhand door Wotan Wilke Möhring:
- Eine neue Welt (2016) - Regie: Phillip Stölzl
- Der letzte Kampf (2016) - Regie: Phillip Stölz
- Das Geheimniss vom Silbersee (2016) - Regie: Phillip Stölz

## Televisieseries
- Winnetous Rückkehr (1998) (2 × 90 min) - Regie: Marijan Vajda
- Mein Freund Winnetou (1980) (Winnetou ou le Mascalero) (6 × 50 min) - Regie: Marcel Camus

## Strips
De verhalen van Karl May werden ook bewerkt in stripverhalen. Zo verscheen onder andere de strip Winnetou van Juan Arranz. Helmut Nickel tekende ook strips van Winnetou. Studio Vandersteen tekende de strip Karl May. Ook verscheen er bij Rotogravure een album uit het tijdschrift Fix en Fox.